# Gislaveds kommun
Gislaveds kommun är en kommun i Jönköpings län. Centralort är tätorten Gislaved.
Kommunens norra och sydvästra delar är kuperade medan de södra och sydöstra delarna är relativt flacka. Nissans dalgång kännetecknas av stora isälvsavlagringar som formar åsar och terrasser. I den norra delen av dalgången har avsnörda dödisblock bildat en rad sjöar. Söderut slingrar sig Nissan och den tillrinnande Anderstorpsån genom sandavsättningarna, vilket skapat flera avsnörda meandersjöar. Stora delar av kommunen är täckt av skog, främst barrskog
Tillverkningsindustrin är central för kommunens näringsliv, med över 40 procent av de arbetande invånarna sysselsatta inom denna sektor. De ledande branscherna inkluderar plast-, gummi- och metallindustri.  Under andra världskriget etablerades många nya företag i Gislaved som specialiserade sig på hårdplastprodukter. Plastindustrin har sedan dess expanderat avsevärt, och regionen kallas ibland för "plastriket".
Kommunens befolkning ökade fram till omkring år 2000. Efter en minskning på cirka 1 000 personer under de påföljande fem åren har folkmängden varit stabil.
Kommunpolitiken har dominerats av de borgerliga partierna. Under några mandatperioder har dock kommunen styrts av blocköverskridande koalitioner.
Kommunen ingår i den så kallade GGVV-regionen, mer känd som Gnosjöregionen. 

## Administrativ historik
Kommunens område motsvarar socknarna: Anderstorp, Bolmsö (del av), Bosebo, Burseryd, Båraryd, Gryteryd, Kållerstad, Norra Hestra, Reftele, Sandvik, Stengårdshult, Södra Hestra, Valdshult, Villstad, Våthult, Ås  och  Öreryd. I dessa socknar bildades vid kommunreformen 1862 landskommuner med motsvarande namn.
I Båraryds landskommun inrättades 6 maj 1904 Gislaveds municipalsamhälle, och i Anderstorps landskommun 22 september 1939 Gyllenfors och 4 juni 1943 Anderstorps municipalsamhällen. 1949 bildades Gislaveds köping genom ombildning av Båraryds landskommun och Gyllenfors municipalsamhälle, samtidigt som Gislaveds och Gyllenfors municipalsamhällen upplöstes.
Vid kommunreformen 1952 bildades storkommunerna: Burseryd (av de tidigare landskommunerna Burseryd, Gryteryd, Sandvik och Södra Hestra), Reftele (av Kållerstad, Reftele och Ås), Södra Mo (av Norra Hestra, Norra Unnaryd, Stengårdshult, Valdshult och Öreryd) samt Unnaryd (av Bolmsö, Jälluntofta och Södra Unnaryd). Landskommunerna Bosebo och Våthult uppgick samtidigt i Gislaveds köping medan Villstads landskommun och Anderstorps köping förblev oförändrade.
1953 ombildades Anderstorps landskommun till Anderstorps köping, och samtidigt upplöstes Anderstorps municipalsamhälle.
Gislaveds kommun bildades vid kommunreformen 1971 av Gislaveds köping samtidigt som Anderstorps kommun bildades av Anderstorps köping. 1974 utökades Gislaveds kommun med kommunerna Anderstorp, Burseryd, Reftele, Södra Mo och Villstad, samt en del ur Unnaryds kommun (fastlandsdelen av Bolmsö, omfattande en areal av 29,3 kvadratkilometer, varav 21,2 km² land, och med 163 invånare).
Kommunen ingick från bildandet till den 26 september 2005 i Värnamo domsaga och ingår sen dess i Jönköpings domsaga.
Kommunen ingår sedan 2018 i Förvaltningsområdet för finska.

## Geografi

### Topografi och hydrografi
Den norra och sydvästra delen av kommunen är kuperad och domineras av morän, medan de södra och sydöstra delarna är relativt flacka med vidsträckta sandavlagringar blandade med moränmarker. Nissans dalgång präglas av stora isälvsavlagringar som formar åsar och terrasser. I den norra delen av dalgången har avsnörda dödisblock bildat en serie sjöar. Söderut slingrar sig Nissan och den tillrinnande Anderstorpsån genom sandavsättningarna, vilket skapat flera avsnörda meandersjöar.
Kommunen är till stor del täckt av skog, huvudsakligen barrskog, men i södra delen finns även bokskog, särskilt mellan Villstad, Burseryd och Arnåsholm. Nära sjön Bolmen i sydost finns finkorniga och uppodlade sedimentjordar. Flera större myrkomplex finns också i kommunen, inklusive Store Mosse (inte att förväxla med nationalparken med samma namn), Rastamossen och Risamossen. I den sydöstra delen ligger dessutom fågelsjön Draven.
I kommunen finns 388 sjöar, där de största är Bolmen, Fegen, Majsjön och Nissasjöarna. Nissan flyter genom kommunen på sin väg från högmossen väster om Taberg till utloppet vid Halmstad.
Nedan presenteras andelen av den totala ytan 2020 i kommunen jämfört med riket.
|  | Bebyggelse (5,4 %) |

|  | Skog (69,7 %) |

|  | Öppen myrmark (5,5 %) |

|  | Jordbruksmark (8,4 %) |

|  | Övrig mark (11,0 %) |

|  | Bebyggelse (3,1 %) |

|  | Skog (68,0 %) |

|  | Öppen myrmark (7,2 %) |

|  | Jordbruksmark (7,4 %) |

|  | Övrig mark (14,3 %) |

### Naturskydd
I kommunen finns nio naturreservat med varierande karaktär och unika drag. Ett av de mest imponerande är Anderstorps stormosse. Detta område, som sträcker sig över nästan 2 000 hektar, utmärker sig som ett av södra Sveriges största och mest värdefulla myrmarksområden. Här trivs en mångfaldig fågelliv, inklusive flera häckande vadarfåglar, och på vissa myrholmar frodas riktigt gammal barrskog med dvärgbjörkar. Under andra världskriget bröts torv på mossen och avvattnades genom många diken, men mellan 2010 och 2015 genomfördes ett restaureringsprojekt för att återställa mossen till sitt naturliga tillstånd.
Fegen är ett annat betydelsefullt naturreservat med speciella fågelskyddsområden. Här kan besökare observera en mängd fågelarter, inklusive fiskgjuse, gråtrut, enkelbeckasin och drillsnäppa. Sjön har även en mångfaldig fiskfauna, där vårsiklöjan är särskilt intressant och akut utrotningshotad. Isaberg är en annan framstående naturattraktion, med en höjd på 310 meter över havet och en dominerande barrskogsmiljö. Skyddat sedan 1968 och utpekat som riksintresse för friluftsliv, erbjuder Isaberg också södra Sveriges största vintersportanläggning.

### Administrativ indelning
Fram till 2016 var kommunen för befolkningsrapportering indelad i
- Anderstorps församling
- Bosebo församling
- Burseryds församling
- Gislaveds församling
- Norra Hestra församling
- Villstads församling
- Våthults församling
- Västbo S:t Sigfrids församling

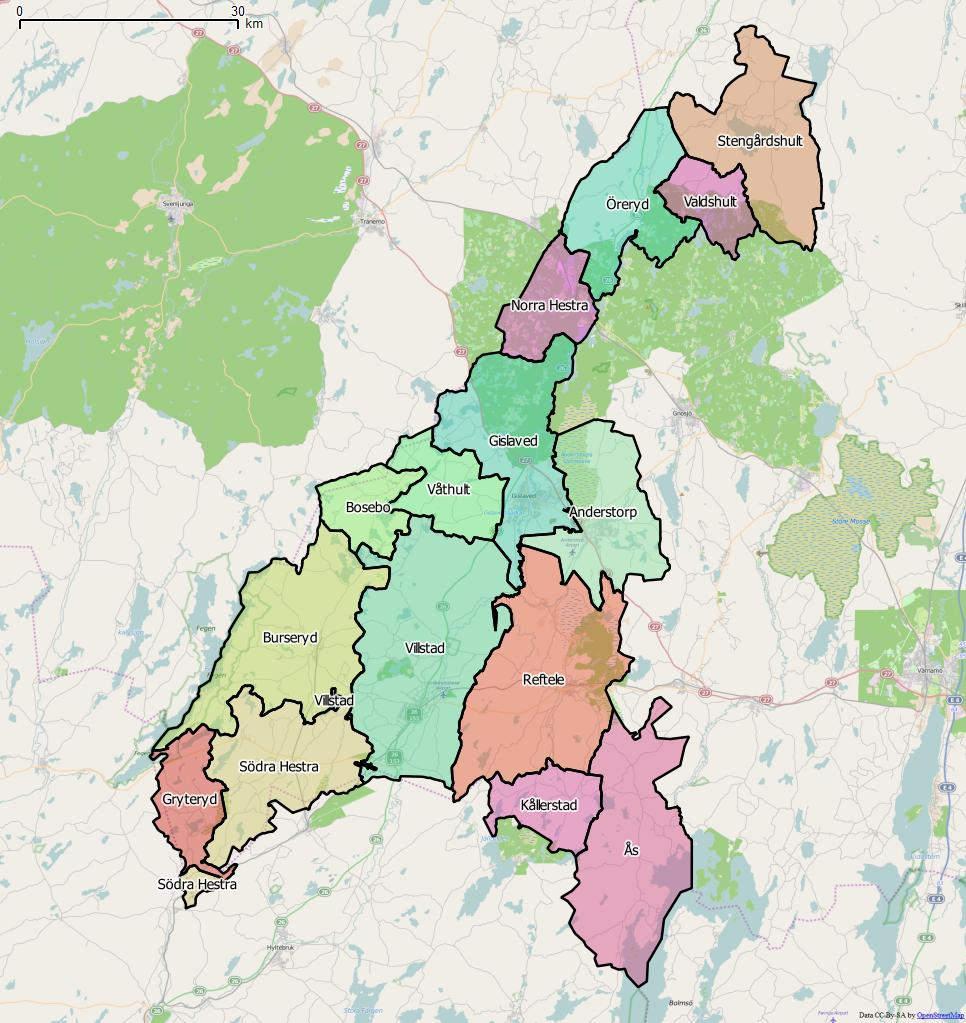
Distrikt inom Gislaveds kommun

Från 2016 indelas kommunen i följande distrikt:

- Anderstorp
- Bosebo
- Burseryd
- Gislaved
- Gryteryd
- Kållerstad
- Norra Hestra
- Reftele
- Stengårdshult
- Södra Hestra
- Valdshult
- Villstad
- Våthult
- Ås
- Öreryd

### Tätorter
Det finns åtta tätorter i Gislaveds kommun.
I tabellen presenteras tätorterna i storleksordning per den 31 december 2018. Centralorten är i fet stil.
| Nr | Tätort         | Befolkning |
| -- | -------------- | ---------- |
| 1  | Gislaved       | 10 389     |
| 2  | Anderstorp     | 5 119      |
| 3  | Smålandsstenar | 4 650      |
| 4  | Hestra         | 1 374      |
| 5  | Reftele        | 1 340      |
| 6  | Burseryd       | 1 009      |
| 7  | Skeppshult     | 386        |
| 8  | Broaryd        | 289        |

## Styre och politik

### Styre
| År        | Partier | Partier | Partier | Partier | Partier | Partier |
| --------- | ------- | ------- | ------- | ------- | ------- | ------- |
| 1982-1985 | C       | M       | FP      | KD      |         |         |
| 1985-1988 | C       | M       | FP      | KD      |         |         |
| 1988-1991 | C       | M       | FP      | KD      |         |         |
| 1991-1994 | M       | C       | KD      | FP      |         |         |
| 1994-1998 | S       | C       | MP      |         |         |         |
| 1998-2002 | S       | C       | MP      |         |         |         |
| 2002-2006 | S       | C       | MP      |         |         |         |
| 2006-2010 | M       | C       | KD      | FP      |         |         |
| 2010-2014 | M       | C       | KD      | FP      | MP      |         |
| 2014-2018 | S       | M       | MP      |         |         |         |
| 2018-2022 | C       | M       | KD      | L       |         |         |
| 2022-     | S       | M       | WeP     | C       | L       |         |

### Kommunalråd
| Majoritet  | M   | Anton Sjödell             | 100% |
| Majoritet  | S   | Marie Johansson           | 100% |
| Majoritet  | S   | Ylva Samuelsson           | 55%  |
| Majoritet  | M   | Maria Gullberg Lorentsson | 55%  |
| Opposition | MiG | Ruth Johannesson          | 100% |

### Kommunfullmäktige
Kommunfullmäktige består i Gislaveds kommun av 49 ledamöter och dessa sammanträder en gång per månad i fullmäktiges sessionssal, belägen på våning 2 i Gislaveds kommunhus.

#### Presidium
| Presidium 2022–2026    | Presidium 2022–2026 | Presidium 2022–2026 |
| ---------------------- | ------------------- | ------------------- |
| Ordförande             | M                   | Niclas Palmgren     |
| Förste vice ordförande | S                   | Christina Lindqvist |
| Andre vice ordförande  | SD                  | Glenn Hummel        |

Källa:

#### Lista över kommunfullmäktiges ordförande
| Namn och parti | Namn och parti      | Period    |
| -------------- | ------------------- | --------- |
| M              | Holge Ottosson      | 1974–1979 |
| M              | Karl-Erik Wikström  | 1979–1991 |
| C              | Gert Sjöberg        | 1991–1994 |
| S              | Olof (Olle) Larsson | 1994–1998 |
| S              | Marie Johansson     | 1998–2006 |
| M              | Agneta Karlsson     | 2006–2014 |
| M              | Niclas Palmgren     | 2014–2018 |
| C              | Lars-Ove Bengtsson  | 2018–2022 |
| M              | Niclas Palmgren     | 2022–     |

#### Mandatfördelning 1970–2022
|  | 20 | 6 | 4 |  | 3 |

| 30 | 5 |

|  | 18 | 16 | 5 | 2 | 7 |

| 43 |

|  | 19 | 16 | 5 |  | 7 |

| 39 | 10 |

|  | 19 | 14 | 5 | 2 | 8 |

| 39 | 10 |

|  | 20 |  | 12 | 3 | 2 | 10 |

| 40 | 9 |

|  | 19 |  | 11 | 5 | 2 | 10 |

| 38 | 11 |

|  | 19 | 2 |  | 11 | 5 | 2 | 8 |

| 36 | 13 |

|  | 18 |  | 2 | 9 | 4 | 4 | 10 |

| 38 | 11 |

| 21 | 2 | 4 | 7 | 3 | 3 | 9 |

| 32 | 17 |

|  | 18 | 2 | 4 | 6 | 2 | 5 | 11 |

| 30 | 19 |

|  | 19 |  | 3 | 7 | 4 | 5 | 9 |

| 30 | 19 |

|  | 18 |  | 2 | 2 | 6 | 3 | 4 | 12 |

| 30 | 19 |

|  | 17 | 2 | 2 | 3 | 6 | 2 | 3 | 13 |

| 34 | 15 |

|  | 18 | 2 |  | 6 | 6 | 2 | 2 | 11 |

| 28 | 21 |

|  | 13 |  |  | 7 | 4 | 10 | 2 | 2 | 8 |

| 31 | 18 |

| 2 | 10 | 9 | 7 | 5 | 4 |  | 2 | 9 |

| 33 | 16 |

### Nämnder

#### Kommunstyrelse
Kommunstyrelsen består av 15 ledamöter och håller sina sammanträden i kommunstyrelsens sessionssal, belägen på entréplan (våning 1) i kommunhuset. Ordföranden samt förste vice ordföranden kommer ur den styrande majoriteten, medan andre vice ordförande kommer från oppositionen. Ur ledamöterna i kommunstyrelsen utses också tre  kommunalråd. Utöver de vanliga uppgifterna har kommunstyrelsen i Gislaveds kommun även ansvar för kris- och beredskapsfrågor. Genom detta fungerar kommunstyrelsen som kommunens krisledningsnämnd. Dessutom fungerar den som stiftelsestyrelse och ansvarar för stiftelser kopplade till kommunen.
För att fördela kommunstyrelsens arbetsuppgifter har denna även inrättat ett antal utskott inom olika ansvarsområden. För mandatperioden 2022–2026 är dessa allmänna utskottet, näringsutskottet, arbetsmarknadsutskottet och personalutskottet.
Som ett serviceorgan åt kommunstyrelsen finns kommunstyrelseförvaltningen som har till uppgift att leda och samordna gränsöverskridande frågor inom kommunens verksamhetsfält samt erbjuda tjänster och produkter som efterfrågas av antingen kommunstyrelsen, förvaltningarna eller kommunens bolag. Kommunstyrelseförvaltningen är i sin tur indelar i mindre enheter och avdelningar, vars områden i flera fall motsvarar de utskott och beredningar som ligger under kommunstyrelsen.
| Presidium 2025–2026    | Presidium 2025–2026 | Presidium 2025–2026 |
| ---------------------- | ------------------- | ------------------- |
| Ordförande             | M                   | Anton Sjödell       |
| Förste vice ordförande | S                   | Marie Johansson     |
| Andre vice ordförande  | MiG                 | Ruth Johannesson    |

Källa:

#### Lista över kommunstyrelsens ordförande
| Namn och parti | Namn och parti         | Period    |
| -------------- | ---------------------- | --------- |
| C              | Arvid Persson          | 1974–1977 |
| C              | Thage Mårtensson       | 1977–1987 |
| C              | Kjell Magnusson        | 1987–1991 |
| M              | Bengt-Anders Johansson | 1991–1994 |
| S              | Agne Sahlin            | 1994–2006 |
| M              | Niclas Palmgren        | 2006–2014 |
| S              | Marie Johansson        | 2014–2018 |
| C              | Carina Johansson       | 2018–2022 |
| S              | Marie Johansson        | 2023–2024 |
| M              | Anton Sjödell          | 2025–     |

#### Övriga nämnder
Kommunens organisation är indelad i ett antal nämnder och styrelser som ansvarar för att kommunfullmäktiges beslut inom respektive ansvarsområden efterlevs inom den kommunala organisationen, främst inom förvaltningarna. Gislaveds kommun hade 10 nämnder eller styrelser år 2023. Barn- och utbildningsnämndens samt socialnämndens ordföranden är kommunalråd med deltidssysselsättning och har specificerade ansvarsområden.
| Nämnder 2023–2026          | Ordförande | Ordförande                | Vice ordförande | Vice ordförande     | Andre vice ordförande | Andre vice ordförande |
| -------------------------- | ---------- | ------------------------- | --------------- | ------------------- | --------------------- | --------------------- |
| Socialnämnden              | S          | Ylva Samuelsson           | WeP             | Mikael Kindbladh    | MiG                   | Lise-Lotte Jonasson   |
| Bygg- och miljönämnden     | C          | Magnus Sjöberg            | M               | Patric Bergman      | SD                    | Johan Ståhl           |
| Utbildningsnämnden         | M          | Maria Gullberg Lorentsson | S               | Fredrik Johansson   | KD                    | Lill Hege Pettersson  |
| Samhällsutvecklingsnämnden | S          | Marie Johansson           | WeP             | Sandy Lindh         | KD                    | Emanuel Larsson       |
| Räddningsnämnden           | M          | Niclas Palmgren           |                 | Gnosjö kommun utser |                       |                       |
| Valnämnden                 | M          | Kim Westlund              | S               | Rose-Mari Modén     | KD                    | Mattias Fjellander    |
| Revisionen                 | SD         | Mattias Johansson         | S               | Nena Stamenkovic    |                       |                       |

Källa:

## Ekonomi och infrastruktur

### Näringsliv
Tillverkningsindustrin är central för kommunens näringsliv, med över 40 procent av kommunens arbetande befolkning sysselsatta inom denna sektor. De ledande branscherna inkluderar plast-, gummi- och metallindustri. Tidigare var Continental Gislaved Däck AB kommunens största arbetsgivare inom gummiindustrin, men verksamheten lades ner 2002.
Under andra världskriget etablerades många nya företag i Gislaved som specialiserade sig på hårdplastprodukter. Plastindustrin har sedan dess expanderat avsevärt, och regionen kallas ibland för "plastriket". Bland de största företagen inom plastindustrin finns Trioplast AB i Smålandsstenar, KB Components Plastunion AB i Anderstorp, samt Recticel AB, Gislaved Gummi AB och Gislaved Folie AB i centralorten.
Inom verkstadsindustrin är några av de betydande företagen Isaberg Rapid AB, som tillverkar häftapparater i Hestra, Burseryds Bruk AB, som producerar bandstål i Burseryd, och Weland AB, som tillverkar gallerduk och spiraltrappor i Smålandsstenar.
Totalt anställde kommunens förvaltningar 2017 cirka 2 880 personer, varav de största förvaltningarna var barn- och utbildningsförvaltningen samt socialförvaltningen.

### Infrastruktur

#### Transporter
Kommunen genomkorsas av riksväg 26 (Nissastigen) och riksväg 27 liksom järnvägslinjerna Halmstad-Nässjö och Kust-till-kustbanan mellan Göteborg och Kalmar. Som kuriosa kan nämnas att ingen av järnvägslinjerna passerar centralorten Gislaved.

## Befolkning

### Demografi

#### Befolkningsutveckling
Kommunen har 28 895 invånare (31 mars 2025), vilket placerar den på 90:e plats avseende folkmängd bland Sveriges kommuner.
| Befolkningsutvecklingen i Gislaveds kommun 1970–2020 | Befolkningsutvecklingen i Gislaveds kommun 1970–2020 | Befolkningsutvecklingen i Gislaveds kommun 1970–2020 | Befolkningsutvecklingen i Gislaveds kommun 1970–2020 | Befolkningsutvecklingen i Gislaveds kommun 1970–2020 |
| ---------------------------------------------------- | ---------------------------------------------------- | ---------------------------------------------------- | ---------------------------------------------------- | ---------------------------------------------------- |
|                                                      |                                                      |                                                      |                                                      |                                                      |
| År                                                   |                                                      |                                                      | Folkmängd                                            |                                                      |
| 1970                                                 | 1970                                                 |                                                      | 26 231                                               |                                                      |
| 1975                                                 | 1975                                                 |                                                      | 27 570                                               |                                                      |
| 1980                                                 | 1980                                                 |                                                      | 28 483                                               |                                                      |
| 1985                                                 | 1985                                                 |                                                      | 28 448                                               |                                                      |
| 1990                                                 | 1990                                                 |                                                      | 29 238                                               |                                                      |
| 1995                                                 | 1995                                                 |                                                      | 29 841                                               |                                                      |
| 2000                                                 | 2000                                                 |                                                      | 30 407                                               |                                                      |
| 2005                                                 | 2005                                                 |                                                      | 29 489                                               |                                                      |
| 2010                                                 | 2010                                                 |                                                      | 29 111                                               |                                                      |
| 2015                                                 | 2015                                                 |                                                      | 29 272                                               |                                                      |
| 2020                                                 | 2020                                                 |                                                      | 29 635                                               |                                                      |

#### Invånare efter de vanligaste födelseländerna
Följande länder är de 10 vanligaste födelseländerna för befolkningen i Gislaveds kommun.
| Födelseland 31 december 2021 | Födelseland 31 december 2021     | Födelseland 31 december 2021 | Födelseland 31 december 2021 | Födelseland 31 december 2021 |
| ---------------------------- | -------------------------------- | ---------------------------- | ---------------------------- | ---------------------------- |
| Nr                           | Land                             | Antal                        | Andel                        | Andel i hela riket           |
| 1                            | Sverige                          | 22 239                       | 75,24 %                      | 80,00 %                      |
| 2                            | Syrien                           | 1 324                        | 4,48 %                       | 1,88 %                       |
| 3                            | Bosnien och Hercegovina          | 861                          | 2,91 %                       | 0,58 %                       |
| 4                            | Finland                          | 526                          | 1,78 %                       | 1,31 %                       |
| 5                            | / SFR Jugoslavien/FR Jugoslavien | 481                          | 1,63 %                       | 0,60 %                       |
| 6                            | Somalia                          | 343                          | 1,16 %                       | 0,67 %                       |
| 7                            | Polen                            | 293                          | 0,99 %                       | 0,91 %                       |
| 8                            | Vietnam                          | 245                          | 0,83 %                       | 0,21 %                       |
| 9                            | Rumänien                         | 239                          | 0,81 %                       | 0,32 %                       |
| 10                           | Kroatien                         | 197                          | 0,67 %                       | 0,43 %                       |

## Kultur

### Kulturarv
I kommunen fanns 2024 tre riksintressen för kulturmiljövården: 
- Sandvik
- Villstad
- Finnvedens folkland

Finnvedens folkland är ett område rikt på kulturarv och historiska lämningar som sträcker sig från stenåldern till yngre järnålder, speciellt kring norra delen av Bolmens stränder. Namnet "Finnveden" har sina rötter i förhistorisk tid och har förekommit i historiska källor ända sedan 500-talet e.Kr. Riksintresset för Finnvedens folkland omfattar ett öppet odlingslandskap med en mängd fornlämningar, inklusive stenåldersboplatser, höggravfält, och enstaka större högar. 
Ett annat område av historisk betydelse är kulturmiljön kring Sandviks kyrka och säteri, belägen vid sjön Fegen. Området kring kyrkan och säteriet är ett riksintresse för kulturmiljövården, med bevarad bebyggelse från 1800-talet och en plats som genomkorsades av den forna riksvägen längs gränsen mot Danmark.
Även kyrkstallarna i Villstad, belägna norr om Smålandsstenar, är ett riksintresse med välbevarad bebyggelse från 1800-talet och flera fornlämningar i området, inklusive höggravfält och en större hög från yngre järnålder.

### Kommunvapen
Blasonering: I rött fält ett topografiskt gästgiveritecken av guld, omgivet av en ring av silver.
1953 fastställdes vapnet för Gislaveds köping. Vapnet skulle spegla något för orten karaktäristiskt. Man tog fasta på att Gislaved under flera århundraden haft ett gästgiveri och använde sig av symbolen för detta. Det var en så kallad remmare, ett glas som användes vid högtidligare intagande av brännvin, vilket möjligen var orsaken till att förslaget underkändes i en första prövning. Frågan lades på is, men vid beskedet att kungens eriksgata skulle passera orten, fick Gislaved dock sitt vapen godkänt. Vapnet registrerades för den nya kommunen i PRV 1974.